# Miss You Much
〈想念你〉（英語：Miss You Much）是美國黑人女歌手珍娜·傑克森在1989年8月推出的單曲，這首單曲共計獲得告示牌單曲榜四週冠軍、舞曲榜和節奏藍調榜各兩週冠軍，單曲在美銷售突破百萬張。〈想念你〉是珍娜·傑克森第2首全美冠軍單曲。

## 內容

### 單曲簡介
〈想念你〉是從珍娜·傑克森第四張個人專輯《節奏國度》中所推出的首支單曲，這是珍娜·傑克森蟄伏兩年多的最新作品，她上一首在美推出的單曲是專輯《控制》中所推出的第六主打〈快樂法則〉（The Pleasure Principle）。〈想念你〉的創作者之一Terry Lewis也是專輯《節奏國度》的製作人之一，這首專為珍娜·傑克森量身打造的主打歌，選定她最擅長的舞曲，強勁的節拍配上流暢的節奏，易記的旋律加上副歌中不斷重複M-I-S-S，讓人一聽就印象深刻。

### 商業成績
〈想念你〉在1989年9月2日首週入榜成績為第42名，當週的冠軍是寶拉·阿巴杜的〈Cold Hearted〉，〈想念你〉的氣勢瑞不可擋，進榜第六週旋即登上單曲榜和舞曲榜冠軍寶座，隔一週也摘下節奏藍調榜冠軍。結算成績〈想念你〉獲得流行單曲榜4週冠軍，在榜20週。舞曲榜2週冠軍，在榜11週。節奏藍調榜2週冠軍，在榜15週。〈想念你〉在美一地銷售達一白金，成為珍娜·傑克森首張白金單曲。〈想念你〉在1989年告示牌年終單曲排名第5名。
〈想念你〉是珍娜·傑克森在美國的第2首冠軍單曲，但是在英國卻沒有這樣子的好成績，它在英國單曲榜只獲得第22名。在這之前，珍娜·傑克森在英國單曲榜最好成績單曲是1986年的〈看你做的好事〉和1987年的〈慢慢來〉，這兩首歌曲都獲得第3名。

### 音樂影片
《節奏國度》專輯的主題包含許多社會犯罪問題，包含青少年輟學和槍枝氾濫等，珍娜·傑克森設計將〈想念你〉和〈節奏國度〉兩首歌曲合成一段約30分鐘的黑白影片，但每首歌曲還是有推出獨立的音樂影片。
珍娜·傑克森在〈想念你〉中以黑色帥氣軍裝為主要造型，影片中她和舞群們整齊劃一的機械舞令人眼界大開。珍娜·傑克森在受訪時表示，當初她在設計〈想念你〉的舞蹈動作時，曾以剃刀為概念，她希望這支舞蹈看起來就像剃刀般的乾淨俐落，另外在這支舞蹈中珍娜·傑克森也秀了一段椅子舞。〈想念你〉這支音樂影片在推出後，除歌曲締造排行與銷售佳績之外，影片中的舞蹈橋段也造成一股模仿的風潮。

### 音樂獎項
〈想念你〉一曲獲得全美音樂獎「最受歡迎靈魂/節奏藍調單曲」和「最受歡迎舞曲」兩項大獎，珍娜·傑克森也以此曲拿下靈魂列車「最佳節奏藍調/靈魂女歌手」大獎。

## 改編
〈想念你〉被改編為粵語版的Miss You Much，由張國榮演唱，林振強填詞。